# Plévin
Plévin är en kommun i departementet Côtes-d'Armor i regionen Bretagne i nordvästra Frankrike. Kommunen ligger i kantonen Maël-Carhaix som tillhör arrondissementet Guingamp. År 2022 hade Plévin 754 invånare.

## Befolkningsutveckling
Antalet invånare i kommunen Plévin
Referens:INSEE